# Beka Lomtadze
Beka Lomtadze (in georgiano ბექა ლომთაძე?; Kutaisi, 23 novembre 1991) è un lottatore georgiano, specializzato nella lotta libera.

## Palmarès
- Mondiali

Budapest 2016: argento nei 61 kg.
Nur-Sultan 2019: oro nei 61 kg.
- Europei

Kaspijsk 2018: argento nei 61 kg.
Bucarest 2019: argento nei 61 kg.
Roma 2020: argento nei 61 kg.
Varsavia 2021: bronzo nei 61 kg.
- Giochi europei

Baku 2015: argento nei 61 kg.